# Perisama jurinei
Perisama jurinei är en fjärilsart som beskrevs av Achille Guenée 1872. Perisama jurinei ingår i släktet Perisama och familjen praktfjärilar. Inga underarter finns listade i Catalogue of Life.

## Bildgalleri

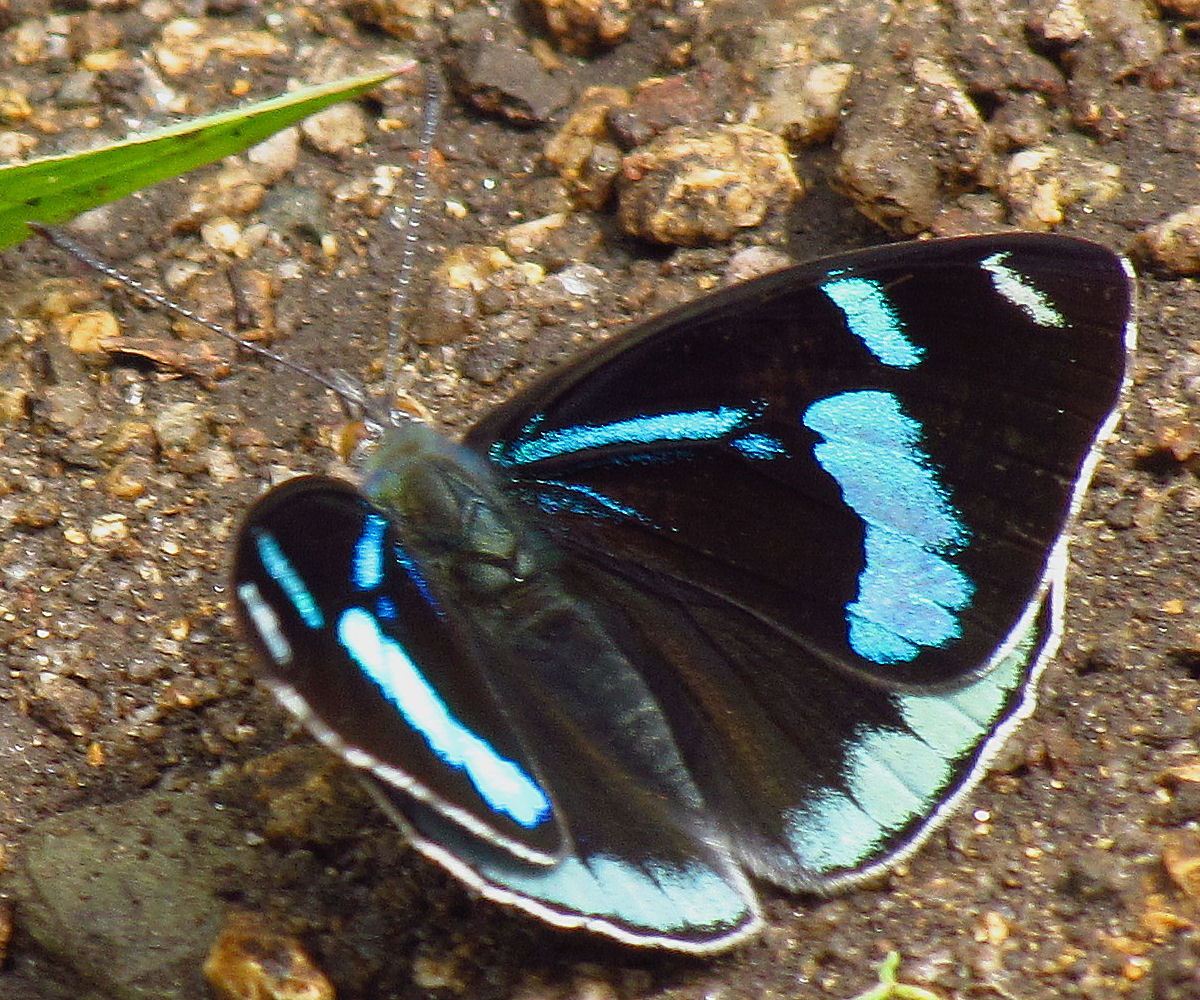